# Eatonina caribaea
Eatonina caribaea is een slakkensoort uit de familie van de Cingulopsidae. De wetenschappelijke naam van de soort is voor het eerst geldig gepubliceerd in 2005 door Faber.